# Scabiosa comosa
Scabiosa comosa là một loài thực vật có hoa trong họ Kim ngân. Loài này được Fisch. ex Roem. & Schult. miêu tả khoa học đầu tiên năm 1818.